# Hrabstwo Plymouth (Massachusetts)
Hrabstwo Plymouth (ang. Plymouth County) – hrabstwo w USA, we wschodniej części stanu Massachusetts. W roku 2000 zamieszkiwane przez 472 822 mieszkańców. W hrabstwie są dwa centra administracyjne (ang. county seat): Plymouth i Brockton.

## Miasta
- Abington
- Bridgewater
- Brockton
- Carver
- Duxbury
- East Bridgewater
- Halifax
- Hanover
- Hanson
- Hingham
- Hull
- Kingston
- Lakeville
- Marion
- Marshfield
- Mattapoisett
- Middleborough
- Norwell
- Pembroke
- Plymouth
- Plympton
- Rochester
- Rockland
- Scituate
- Wareham
- West Bridgewater
- Whitman

## CDP
- Bridgewater
- Duxbury
- Green Harbor-Cedar Crest
- Hanson
- Hingham
- Kingston
- Marion Center
- Marshfield Hills
- Marshfield
- Mattapoisett Center
- Middleborough Center
- North Lakeville
- North Pembroke
- North Plymouth
- North Scituate
- Ocean Bluff-Brant Rock
- Onset
- Plymouth
- South Duxbury
- Scituate
- The Pinehills
- Wareham Center
- West Wareham
- Weweantic
- White Island Shores